# Wasilij Diesnicki
Wasilij Aleksiejewicz Diesnicki (ros. Васи́лий Алексе́евич Десни́цкий, ur. 30 stycznia 1878 we wsi Pokrow w guberni twerskiej, zm. 22 września 1958 w Leningradzie) – rosyjski rewolucjonista, kuzyn Jekatieriny Diesnickiej.

## Życiorys
Studiował na Uniwersytecie Jurjewskim, w 1897 związał się z ruchem socjaldemokratycznym, w 1903 wstąpił do SDPRR, po rozłamie w partii związany z frakcją internacjonalistów. Od 8 maja 1906 do 13 maja 1907 był członkiem KC SDPRR, w 1917 był jednym z założycieli gazety "Nowaja Żyzń", od 1917 do marca 1918 wchodził w skład WCIK, w 1919 odszedł od działalności politycznej i później wykładał w Leningradzkim Państwowym Instytucie im. Hercena.